# Augusti 2005
| Augusti 2005 |
| Månader under 2005: Januari · Februari · Mars · April · Maj · Juni · Juli · Augusti · September · Oktober · November · December ← December 2004 · Januari 2006 → |

## Måndag 1 augusti 2005
- Kung Fahd bin Abdul Aziz av Saudiarabien avlider och efterträds av prins Abdullah bin Abdul Aziz.

## Onsdag 3 augusti 2005
- Militärkupp i Mauretanien.

## Lördag 6 augusti 2005
- Sextioårsdagen av den första atombomben högtidlighålls i Hiroshima och runtom i världen.

## Söndag 7 augusti 2005
- Den ryska ubåt som suttit fast på 190 meters djup i havet nära Kamtjatka har skurits loss och kommit till ytan med alla besättningsmän i livet.
- Freddie Wadling får Cornelis Vreeswijk-stipendiet.
- Carolina Klüft vinner guldmedalj i 7-kamp i friidrotts-VM i Helsingfors.

## Måndag 8 augusti 2005
- Skådespelerskan Barbara Bel Geddes avlider, Hon blev 83 år.
- Japans premiärminister Junichiro Koizumi upplöser parlamentet och utlyser nyval.
- Kajsa Bergqvist vinner guldmedalj i höjdhopp i friidrotts-VM i Helsingfors. Emma Green tar bronsmedaljen.

## Tisdag 9 augusti 2005
- Rymdfärjan Discovery återvänder lyckligt till Jorden efter en dramatisk reparation i rymden.
- Skådespelaren Matthew McGrory avlider, mest känd som jätten i filmen Big Fish, han blev 32 år.

## Onsdag 10 augusti 2005
- Bankrånare stjäl 156 miljoner real (omkr. 515 miljoner SEK) från Banco Central i Fortaleza, Brasilien, i vad som tros vara det näst största bankrånet i historien.

## Torsdag 11 augusti 2005
- Katastroftillstånd i Malaysias huvudstad Kuala Lumpur, halterna av luftföroreningar har stigit markant och staden är insvept i smog.

## Fredag 12 augusti 2005
- Jazzlegenden Charlie Norman har avlidit efter en tids sjukdom. Charlie blev 84 år gammal.
- Sri Lankas utrikesminister Lakshman Kadirgamar skjuts till döds nära sitt hem i Colombo.

## Lördag 13 augusti 2005
- Sri Lankas regering utfärdar undantagstillstånd efter mordet på utrikesminister Lakshman Kadirgamar.
- Nya Zeelands förre regeringschef David Lange avlider.
- George W. Bush meddelar att han kan tänka sig att ta till våld mot Iran för att tvinga landet att avstå från kärnvapen.

## Söndag 14 augusti 2005
- Grekland och Cyperns värsta flygkatastrofer inträffar. Ett plan flyger in i ett berg och havererar norr om huvudstaden Aten. 121 personer omkom i haveriet.

## Måndag 15 augusti 2005
- I Helsingfors har företrädare för Indonesiens regering och för Rörelsen för ett fritt Aceh (GAM) undertecknat ett fredsavtal om provinsen Aceh.
- Evakueringsorder för kvarvarande bosättare på Gazaremsan utfärdas

## Tisdag 16 augusti 2005
- Frère Roger, grundaren av kommuniteten i Taizé, blir under gudstjänsten knivdödad av en förmodligen sinnesförvirrad kvinna. Frère Roger, ursprungligen schweizisk protestant, blev 90 år gammal.
- Den katolska festivalen Världsungdomsdagen inleds i Köln till vilken Benediktus XVI ska företa sin första apostoliska resa.

- Ett colombianskt flygplan havererar i ett bergsområde i västra Venezuela. Alla 161 ombordvarande befaras omkomna.
- Ett kraftigt jordskalv drabbar norra Japan. Skalvet uppmäts till 7,2 på Richterskalan.

## Fredag 19 augusti 2005
- Mo Mowlam, brittisk politiker, minister för Nordirland 1997-1999, avlider. [1]

## Söndag 21 augusti 2005
- Robert Moog, uppfinnare av synthesizern, avlider 71 år gammal.

## Fredag 26 augusti 2005
- Pierre Nkurunziza, tillträder som ny president i Burundi.

## Söndag 28 augusti 2005
- En svår flygolycka inträffar utanför staden Medan i Indonesien, som kräver minst 131 människors liv, däribland Sumatera Utaras nuvarande guvernör Rizal Nurdin och dess förre guvernör Raja Inal Siregar.
- Ali Said Abdella, Eritreansk politiker, utrikesminister 2000-05, avlider.
- Över en miljon människor evakueras från New Orleans undan orkanen Katrina.

## Måndag 29 augusti 2005
- Värdetransportrån i Hallunda, Sverige. E4 stängs av i flera timmar eftersom bilar antänds och lämnas på körbanorna av rånarna.
- New Orleans evakueras inför den ankommande orkanen Katrina.

## Onsdag 31 augusti 2005
- Minst 800 shiamuslimska pilgrimer trampas ihjäl i panik i Bagdad, Irak.

### Fotnoter
1. ↑  BBC 19 augusti 2005 - 'Remarkable' Mo Mowlam dies at 55